# Kasper Hämäläinen
Kasper Woldemar Hämäläinen (* 8. srpna 1986 Turku, Finsko) je finský fotbalový záložník a reprezentant, od roku 2019 hráč českého klubu FK Jablonec.

## Klubová kariéra
Kasper Hämäläinen začal svou kariéru ve finském klubu TPS Turku, odkud na počátku roku 2010 přestoupil do Švédska do klubu Djurgårdens IF. V lednu 2013 odešel do polského celku Lech Poznań, s nímž vyhrál v sezóně 2014/15 polský ligový titul. V zimě 2015 se rozhodl neakceptovat prodloužení smlouvy a k 1. 1. 2016 se stal volným hráčem.
V lednu 2016 posílil ligového konkurenta, mužstvo Legia Warszawa. V sezóně 2015/16 vybojoval s Legií double, tedy prvenství v polském poháru i v Ekstraklase.

## Reprezentační kariéra
Hrál za finské reprezentační výběry v kategoriích do 17 a 21 let. Zúčastnil se domácího Mistrovství světa hráčů do 17 let 2003, kde mladí Finové skončili na třetím nepostupovém místě základní skupiny A.
V A-týmu Finska debutoval 19. listopadu 2008 v přátelském střetnutí v St. Gallenu proti domácímu týmu Švýcarska, Finsko zápas prohrálo 0:1.